# 肖新光
肖新光（？—），男，汉族，中华人民共和国政治人物。现任安天科技集团股份有限公司董事长，首席架构师，教授级高级工程师。第十三、十四届全国政协委员。